# Warszawa Aleje Jerozolimskie
Warszawa Aleje Jerozolimskie – przystanek osobowy PKP PLK i WKD, znajdujący się w Warszawie, w dzielnicy Ochota, przy Al. Jerozolimskich, na tzw. linii radomskiej.

## Opis
Przystanek wybudowany pod koniec lipca i oddany do użytku na początku września 2008 r.
Z przystanku można dojechać pociągami Kolei Mazowieckich do Piaseczna, Góry Kalwarii, Czachówka, Radomia i Skarżyska. Od roku 2012 zatrzymują się tu pociągi SKM na trasach Warszawa Lotnisko Chopina – Sulejówek Miłosna, Warszawa Lotnisko Chopina – Radzymin, Piaseczno – Zegrze Południowe, Piaseczno – Warszawa Główna i pociągi Kolei Mazowieckich na trasie Warszawa Lotnisko Chopina – Modlin.

## Ruch pasażerski[1]
| Rok  | Wymiana pasażerska na dobę |
| ---- | -------------------------- |
| 2017 | 4200                       |
| 2018 | 4100 + 400 (WKD)           |
| 2019 | 1900 + 600 (WKD)           |
| 2020 | 1300 + 600 (WKD)           |
| 2021 | 1100 + 250 (WKD)           |
| 2022 | 1600 + 400 (WKD)           |
| 2023 | 2700 + 600 (WKD)           |

## Połączenia
| Przewoźnik                 | Linia | Trasa |
| -------------------------- | ----- | --- |
| Koleje Mazowieckie         | R8    | Warszawa Gdańska/Warszawa Wschodnia – Warszawa Aleje Jerozolimskie – Piaseczno - Radom                             |
| Koleje Mazowieckie         | RL    | Modlin – Warszawa Aleje Jerozolimskie – Warszawa Lotnisko Chopina                                                  |
| Szybka Kolej Miejska       | S2    | Sulejówek Miłosna – Warszawa Aleje Jerozolimskie – Warszawa Lotnisko Chopina                                       |
| Szybka Kolej Miejska       | S3    | Legionowo – Warszawa Aleje Jerozolimskie – Warszawa Lotnisko Chopina                                               |
| Szybka Kolej Miejska       | S4    | Zegrze Południowe – Warszawa Aleje Jerozolimskie – Piaseczno                                                       |
| Szybka Kolej Miejska       | S40   | Warszawa Rakowiec – Warszawa Aleje Jerozolimskie – Piaseczno                                                       |
| Warszawska Kolej Dojazdowa | WKD   | Warszawa Śródmieście WKD – Warszawa Aleje Jerozolimskie – Pruszków - Grodzisk Mazowiecki Radońska/Milanówek Grudów |

## Infrastruktura peronu WKD
Przystanek osobowy WKD składa się z jednego peronu wyspowego na którym znajduje się blaszana wiata przystankowa. Zadaszenie peronu stanowi wiadukt Al. Jerozolimskich. Wejście na peron jest możliwe schodami lub windą z poziomu wiaduktu Al. Jerozolimskich. Przystanek obsługuje połączenia w kierunku Warszawy Śródmieście (tor 1) i w kierunku Grodziska Mazowieckiego (tor 2).